# The First Time
The First Time – album studyjny hongkońskiego artysty Jackiego Chana, wydany w 1991 roku przez Rock Records.

## Lista utworów
Źródło: AllMusic
| Nr  | Tytuł                                    | Długość |
| --- | ---------------------------------------- | ------- |
| 1.  | „My Feeling”                             | 4:01    |
| 2.  | „I Wish the Flowers Could Never Fade”    | 4:40    |
| 3.  | „The Reddish Face”                       | 3:37    |
| 4.  | „Keep Your Company Through Every Moment” | 3:43    |
| 5.  | „So Transparent Is My Heart”             | 4:54    |
| 6.  | „A Vigorous Aspiration in My Mind”       | 4:11    |
| 7.  | „The Betel Nuts Beauty”                  | 4:37    |
| 8.  | „You Are a Lover in My Dream”            | 3:32    |
| 9.  | „Every Day in My Life”                   | 4:33    |
| 10. | „The End”                                | 4:30    |